# Большие Ачасыры
Большие Ачасы́ры (тат. Олы Ачасыр) — село в Зеленодольском районе Республики Татарстан Российской Федерации. Административный центр Большеачасырского сельского поселения.

## География
Расположено на правобережной, горной стороне Зеленодольского района, на левом притоке реки Бува, в 25 км к юго-западу от города Зеленодольска.

## История
Известно с периода Казанского ханства. В XVIII — первой половине XIX века жители относились к сословию государственных крестьян (из ясачных татар, в XVIII в. переведены в служилые), около 14 % числились крещёными. Основные занятия жителей в это период — земледелие и разведение скота.
Согласно «Спискам населённых мест Российской империи» по состоянию на 1859 год в казённой деревне Большие Ачасыры: 273 двора крестьян, население — 890 душ мужского пола и 888 женского, всего — 1778 человек. Здание мечети.
Мечеть первого прихода была перестроена в 1874 году. В 1832 году образован второй приход (обе мечети были закрыты в 1930-х гг., в их зданиях размещались клуб и моторно-тракторная станция, позднее разобраны).
По сведениям переписи 1897 года, в деревне Большие Ачасары Свияжского уезда Казанской губернии проживали 2839 человек (1370 мужчин, 1469 женщин), из них 2832 мусульманина.
В начале XX века здесь также действовали 2 мектеба (джадидистский и кадимистский), 3 красильных завода, 8 мельниц, крупообдирка, 4 мелочные лавки. В этот период земельный надел сельской общины составлял 2389 десятин.
До 1920 года село входило в Ширданскую волость Свияжского уезда Казанской губернии. С 1920 года в составе Свияжского кантона ТАССР. С 14 февраля 1927 года в Нурлатском, с 1 февраля 1963 года в Зеленодольском районах.
В годы коллективизации в селе были организованы моторно-тракторная станция, в 1930 году — колхоз «Совет». С 1994 года коллективное предприятие, с 2001 года сельскохозяйственный производственный кооператив. С 2003 года в составе подразделения акционерного общества «Красный Восток Агро» (полеводство, молочное скотоводство).

## Население
| 1782 | 1859 | 1897 | 1908 | 1920 | 1926 | 1938 | 1949 | 1958 | 1970 | 1979 | 1989 | 2002 | 2010 | 2017 |
| ---- | ---- | ---- | ---- | ---- | ---- | ---- | ---- | ---- | ---- | ---- | ---- | ---- | ---- | ---- |
| 481  | 1778 | 2839 | 3413 | 2973 | 3498 | 2765 | 1728 | 1687 | 1716 | 1500 | 1077 | 900  | 694  | 661  |

Национальный состав села — татары.

## Известные люди
- Тагиров (1906 — 1978) — советский художник-авангардист.
- Шакирджан Тагиров (1858—1918) — педагог, каллиграф, художник, автор одной из первых иллюстрированных татарских азбук.

## Инфраструктура
Неполная средняя школа (с 1918 г. как начальная), детский сад «Голчачак» (открыт в 1946 г.), дом культуры, библиотека, фельдшерско-акушерский пункт, ветеринарный участок.

## Культура
- Архитектурно-этнографический комплекс имени Каюма Насыри[тат.] (с 1997 г.).
- В селе снимался фильм 2019 года в стиле фэнтези «Водяная»[5].

## Религия
Мечеть (с 1991 г.), медресе (с 1993 г.)

## Транспорт
Автобусное сообщение с райцентром. Остановка общественного транспорта «Большие Ачасыры». 